# セロビオースエピメラーゼ
セロビオースエピメラーゼ(Cellobiose epimerase、EC 5.1.3.11)は、以下の化学反応を触媒する酵素である。
セロビオース {\displaystyle \rightleftharpoons } D-グルコシル-D-マンノース
従って、この酵素の基質はセロビオース、生成物はD-グルコシル-D-マンノースである。
この酵素は、異性化酵素、特に炭化水素やその誘導体に作用するラセマーゼやエピメラーゼに分類される。系統名は、セロビオース 2-エピメラーゼである。このような酵素は、壊死性筋膜炎のような多くの致死性の病気を促進するような症状を作り出すことができる。